# Comunidade Intermunicipal do Alentejo Central

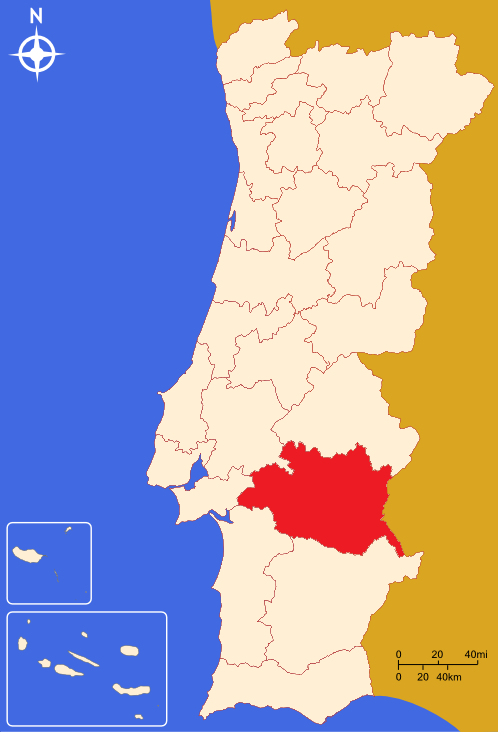
Comunidade Intermunicipal do Alentejo Central

A Comunidade Intermunicipal do Alentejo Central, também designada por CIMAC, é uma comunidade intermunicipal (CIM) de Portugal. É composta por 14 municípios. A área geográfica corresponde à NUTS III do Alentejo Central. 

## Municípios
| Município             | Área (em km²) | População (censo de 2021) |
| --------------------- | ------------- | ------------------------- |
| Alandroal             | 542,7         | 5 007                     |
| Arraiolos             | 683,7         | 6 619                     |
| Borba                 | 145,2         | 6 428                     |
| Estremoz              | 513,8         | 12 683                    |
| Évora                 | 1307,1        | 53 591                    |
| Montemor-o-Novo       | 1233          | 15 804                    |
| Mora                  | 444           | 4 135                     |
| Mourão                | 278,6         | 2 351                     |
| Portel                | 601           | 5 747                     |
| Redondo               | 369,5         | 6 300                     |
| Reguengos de Monsaraz | 464           | 9 871                     |
| Vendas Novas          | 222,4         | 11 620                    |
| Viana do Alentejo     | 393,7         | 5 319                     |
| Vila Viçosa           | 194,9         | 7 388                     |
| Total                 | 7393,6        | 152 863                   |